# Zaroślarka
Zaroślarka (Paraxerus) – rodzaj ssaków z podrodziny afrowiórek (Xerinae) w obrębie rodziny wiewiórkowatych (Sciuridae).

## Rozmieszczenie geograficzne
Rodzaj obejmuje gatunki występujące w Afryce.

## Morfologia
Długość ciała (bez ogona) 103–230,8 mm, długość ogona 103,3–214 mm; masa ciała 40,2–685 g.

## Systematyka
Rodzaj (w randze podrodzaju w obrębie Xerus) definiował w 1893 roku szwajcarski zoolog i botanik Charles Immanuel Forsyth Major w artykule zatytułowanym O niektórych wiewiórkach mioceńskich, z uwagami na temat uzębienia i klasyfikacji Sciurinae, opublikowanym w czasopiśmie „Proceedings of the Zoological Society of London”. Forsyth Major wymienił kilka gatunków – Sciurus congicus Kuhl, 1820, Sciurus isabella J.E. Gray, 1862, Sciurus lemniscatus Le Conte, 1857, Sciurus pyrropus F. Cuvier, 1833, Sciurus boehmi A. Reichenow, 1886, Sciurus cepapi A. Smith, 1836 i Sciurus palliatus W.C.H. Peters, 1852 – z których gatunkiem typowym jest (późniejsze oznaczenie) Sciurus cepapi A. Smith, 1836 (zaroślarka akacjowa).

### Etymologia
- Paraxerus: gr. παρα para ‘blisko’; rodzaj Xerus Hemprich & Ehrenberg, 1833 (afrowiórka)[10].
- Aethosciurus: gr. αιθος aithos ‘ognisty, płomienny’[11]; rodzaj Sciurus Linnaeus, 1758 (wiewiórka)[2]. Gatunek typowy (oryginalne oznaczenie): Sciurus poensis A. Smith, 1830.
- Tamiscus: rodzaj Tamias Illiger, 1811 (pręgowiec); łac. przyrostek zdrabniający -iscus[12][3]. Gatunek typowy (oryginalne oznaczenie): Sciurus emini[a] Stuhlman, 1894.
- Montisciurus: łac. mons, montis ‘góra’[13]; rodzaj Sciurus Linnaeus, 1758 (wiewiórka)[4]. Gatunek typowy (oznaczenie monotypowe): Paraxerus cooperi Hayman, 1950.

### Podział systematyczny
Do rodzaju należą następujące występujące współcześnie gatunki:
| Grafika | Gatunek               | Autor i rok opisu             | Nazwa zwyczajowa      | Podgatunki         | Rozmieszczenie geograficzne | Podstawowe wymiary                                | Status IUCN |
| ------- | --------------------- | ----------------------------- | --------------------- | ------------------ | --- | ------------------------------------------------- | ----------- |
|         | Paraxerus poensis     | (A. Smith, 1830)              | zaroślarka zielonkowa | gatunek monotypowy | rozłącznie od Sierra Leone do wschodniej Ghany (na zachód Kotliny Wolty), od południowo-wschodniej Nigerii do wschodniego Konga, na południe do północno-zachodniej Angoli (Kabinda) i północnej Demokratycznej Republiki Konga oraz wyspa Bioko; zakres wysokości: do 1600 m n.p.m. | DC: 15,4–15,5 cm DO: 15,9–16,6 cm MC: 125–144 g   | LC          |
|         | Paraxerus cooperi     | Hayman, 1950                  | zaroślarka wyżynna    | gatunek monotypowy | na północ od rzeki Sanaga w południowo-wschodniej Nigerii i zachodniego Kamerunu; zakres wysokości: powyżej 1400 m n.p.m. | DC: 19,5–20 cm DO: około 19 cm MC: około 250 g    | DD          |
|         | Paraxerus boehmi      | (A. Reichenow, 1886)          | zaroślarka samotna    | 4 podgatunki       | Afryka Środkowa od Sudanu Południowego przez Demokratyczną Republikę Konga, Ugandy, Rwandy i Burundi na południe do północno-zachodniej Tanzanii i północnej Zambii; zakres wysokości: do 2300 m n.p.m.                                                                              | DC: około 13 cm DO: 13,8–14,6 cm MC: 70–75 g      | LC          |
|         | Paraxerus alexandri   | (O. Thomas & Wroughton, 1907) | zaroślarka leśna      | gatunek monotypowy | północno-wschodnia Demokratyczna Republika Konga oraz zachodnia i południowa Uganda; zakres wysokości: poniżej 1500 m n.p.m. | DC: 13–15 cm DO: 10,3–11 cm MC: 40–45 g           | LC          |
|         | Paraxerus ochraceus   | (Huet, 1880)                  | zaroślarka ochrowa    | 8 podgatunków      | Kenia i Tanzania; być może rozciąga się do Sudanu Południowego i południowej Etiopii; zakres wysokości: 0–2500 m n.p.m. | DC: 16–16,5 cm DO: 16,4–16,6 cm MC: 125–137 g     | LC          |
|         | Paraxerus palliatus   | (W.C.H. Peters, 1852)         | zaroślarka ruda       | 7 podgatunków      | południowy Sudan i wschodnia Kenia na południe do Tanzanii (wraz z wyspami Zanzibar i Mafia), Malawi, Mozambiku, południowo-wschodniego Zimbabwe (las Chirinda) i północno-wschodniej Zambii; zakres wysokości: do 2000 m n.p.m.                                                     | DC: około 21 cm DO: 20–21 cm MC: 307–312 g        | LC          |
|         | Paraxerus flavovittis | (W.C.H. Peters, 1852)         | zaroślarka pręgowana  | 4 podgatunki       | południowo-wschodnia Kenia, wschodnia Tanzania, południowo-zachodnie Malawi i północno-wschodni Mozambik | DC: 16,8–17,1 cm DO: 15,7–16,3 cm MC: brak danych | LC          |
|         | Paraxerus vexillarius | (P.S. Kershaw, 1923)          | zaroślarka górska     | 2 podgatunki       | endemit Tanzanii: góra Kilimandżaro i pasmo górskie Eastern Arc (Usumbara, Uluguru i Udzungwa) | DC: 21–23 cm DO: 18–18,4 cm MC: około 243 g       | LC          |
|         | Paraxerus cepapi      | (A. Smith, 1836)              | zaroślarka akacjowa   | 10 podgatunków     | zachodnia Tanzania na południe do północno-wschodniej Południowej Afryki i od południowej Angoli i północno-wschodniej Namibii na wschód do Mozambiku | DC: około 23 cm DO: około 18 cm MC: 180–186 g     | LC          |
|         | Paraxerus lucifer     | (O. Thomas, 1897)             | zaroślarka piekielna  | gatunek monotypowy | południowo-zachodnia Tanzania i północne Malawi; być może północno-wschodnia Zambia; zakres wysokości: powyżej 2000 m n.p.m. | DC: około 23 cm DO: 19,7–19,8 cm MC: 680–685 g    | DD          |
|         | Paraxerus vincenti    | Hayman, 1950                  | zaroślarka mozambicka | gatunek monotypowy | endemit Mozambiku: góra Namuli; zakres wysokości: 1200–1850 m n.p.m. | DC: 21–21,5 cm DO: około 21 cm MC: brak danych    | EN          |

Kategorie IUCN:  LC  – gatunek najmniejszej troski,  EN  – gatunek zagrożony,  DD  – gatunki o nieokreślonym stopniu zagrożenia.
Opisano również gatunek wymarły z pliocenu Afryki:
- Paraxerus meini Denys, 2011